# Рабичев, Нехемия
Нехемия Рабичев (Рабин) (идиш נחמיה רבין רביצב‎; (1886, с. Сидоровичи, Киевская губерния, ныне Вышгородский район Киевской области Украины) — 1971, Менара, Израиль) — израильский общественно-политический деятель. Отец Ицхака Рабина — премьер-министра Израиля, лауреата Нобелевской премии мира (1994).

## Биография
В раннем возрасте он лишился отца, с 14 лет начал работать в пекарне. Стал помощником пекаря. Подростком вступил в Партию социалистов-революционеров. Будучи членом партии эсеров, попал в поле зрения тайной полиции. Спасаясь от грозившей ссылки в Сибирь, эмигрировал в 1904 году в США, без знания английского языка, не имея там ни знакомых, ни родственников.
В Америке сменил много профессий, работал разносчиком газет, пекарем, обувщиком. Со временем осел в Чикаго, где вступил в социал-сионистскую партию «Поалей Цион».
В 1917 году решил добровольцем вступить в американскую бригаду, которая должна была участвовать в военных действиях на ближневосточном фронте Первой мировой войны. На призывном пункте, по состоянию здоровья, его признали неподходящим для военной службы. Тогда он сменил фамилию на ивритский манер, став Нехемия Рабином, и уже с новыми документами обратился в другой призывной пункт.
Был зачислен в Еврейский легион, в составе которого прибыл в Палестину в самом конце Первой мировой войны. После окончания войны решил не возвращаться в Америку и остался в Иерусалиме.
Весной 1920 участвовал в попытке еврейской самообороны защитить евреев Старого города от арабских погромов. Впоследствии вступил в ряды боевой организации Хагана (предшественница Армии обороны Израиля).
С начала 1920-х работал в Электрической компании, став одним из первых сотрудников знаменитого общественного деятеля, инженера и бизнесмена П. Рутенберга.
Один из основателей профсоюза еврейских рабочих подмандатной Палестины — «Гистадрут ха-клали».

## Память
В марте 2010 в селе Сидоровичи Иванковского района Киевской области установлена памятная доска на иврите и украинском языке в честь отца бывшего главы правительства Израиля Ицхака Рабина (1922—1995). На ней написано, что здесь будет воздвигнут монумент в честь предков Ицхака Рабина: его отца Нехемии и деда Менахема Рабичёвых. Памятник будет стоять рядом с монументом советским воинам-освободителям, напротив сельского Дома культуры и библиотеки.
В церемонии, состоявшейся по этому случаю, принял участие его внук Юваль Рабин.
В июне 2011 в Сидоровичах открыта мемориальная плита в честь семьи Рабина перед входом в сельский дом культуры, который тоже получил имя Ицхака Рабина. На мемориальной плите изображены барельефы Нехемии Рабичева и двух его детей — Ицхака и Рахели.